# Marie Melita af Hohenlohe-Langenburg
Prinsesse Marie Melita til Hohenlohe-Langenburg (tysk: Marie Melita Leopoldine Viktoria Feodora Alexandra Sophie; født 18. januar 1899, Langenburg, Württemberg, død 8. november 1967, München, Vesttyskland) var en tysk prinsesse, der var titulær hertuginde af Slesvig-Holsten-Sønderborg-Glücksborg som ægtefælle til Hertug Frederik 2. af Slesvig-Holsten-Sønderborg-Glücksborg. Hun var den ældste datter af Fyrst Ernst 2. af Hohenlohe-Langenburg og Prinsesse Alexandra af Sachsen-Coburg og Gotha.

## Børn
Frederik og Marie Melita fik fire børn: 
- Hans Albrecht (1917-1944), arveprins af Slesvig-Holsten-Sønderborg-Glücksborg fra 1934 til 1944.
- Vilhelm Alfred Ferdinand (1919-1926), prins af Slesvig-Holsten-Sønderborg-Glücksborg
- Frederik Ernst Peter (1922-1980), titulær hertug af Slesvig-Holsten fra 1965 til 1980.
- Marie Alexandra (1927-2000), prinsesse af Slesvig-Holsten-Sønderborg-Glücksborg

## Eksterne links
- Wikimedia Commons har flere filer relateret til Marie Melita af Hohenlohe-Langenburg